# Gorasdo da Morávia

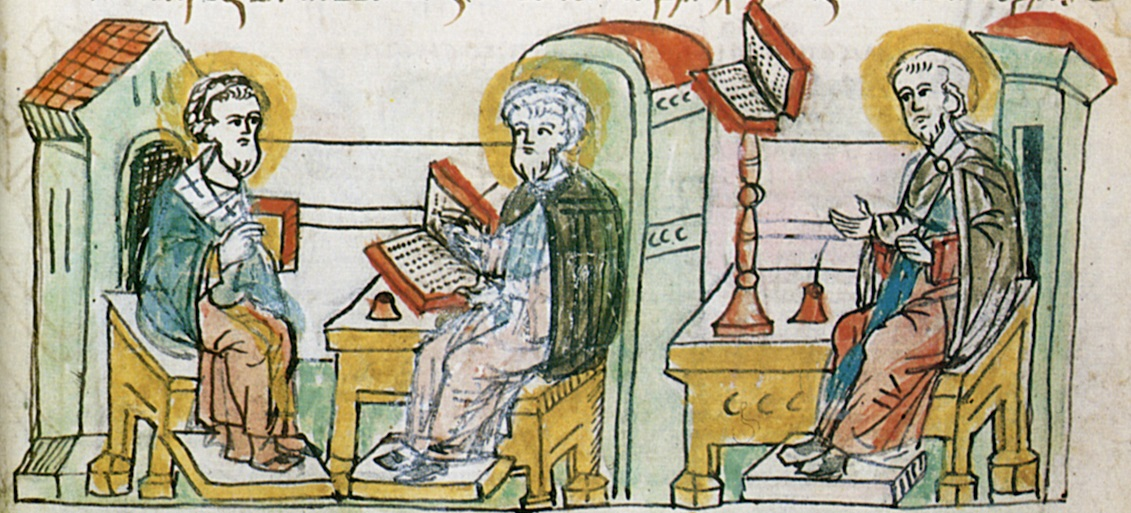
Trabalho de tradução e escrita sob a direção do Metódio. Iluminura da Crônica de Conisberga

Gorasdo (em grego medieval: Γοράσδος; romaniz.: Gorásdes), Gorasdes (em grego medieval: Γοράσδης, Gorásdes, em eslavo: Gorazd), Conrado (em latim: Conradus) ou Coranzano (em latim: Choranzanus), foi um clérigo do século IX, o arcebispo da Grande Morávia.

## Vida
Gorasdo era um provável nativo da Morávia ou Carantânia e discípulo de Metódio. Conseguia falar eslavo e grego, e obviamente também teve uma educação latina, o que pode indicar, junto a latinização de seu nome, uma conexão entre ele e as aspirações da sé de Salzburgo para evangelizar o Principado da Panônia Inferior. Gorasdo pode ter sido citado junto de Metódio e seus discípulos Leão, Inácio, Joaquim, Simeão, Dragais e Lázaro no livro da Abadia de Reichenau, talvez no contexto do exílio de Metódio à Suábia (a Ellwangen ou Reichenau) que durou do inverno de 870/871 até 873. Não se sabe, contudo, quando essas entradas foram feitas e se estão diretamente ligadas a esse exílio, bem como não se sabe se Gorasdo foi um dos três sacerdotes eslavos ordenados em Roma em 868 ou 869 ou um dos dois diáconos cuja ordenação ocorreu após a ordenação sacerdotal de Metódio.
Em 885, em seu leito de morte, Metódio nomeou Gorasdo como seu sucessor como arcebispo da Morávia, mas não foi consagrado. A cadeira foi ocupada por Bicnico, que conseguiu sua nomeação do próprio Metódio, e Gorasdo, Clemente, Naum, Angelário e Laurêncio foram expulsos da Morávia e dirigiram-se à Belgrado, de onde foram enviados à Bulgária, onde foram recebidos com grandes honras.